# Antoine Irisse
Antoine Irisse (născut Abram Iris; în rusă Абрам Яковлевич И́рис; n. 18 aprilie 1903, Chișinău, Imperiul Rus – d. 10 ianuarie 1957, Paris, Franța) a fost un pictor francez originar din Basarabia.
Criticii notează influența fauvismului în picturile sale. În ultimii ani ai vieții, a înclinat spre abstracționism.

## Biografie
S-a născut în 1903 la Chișinău (pe atunci capitala guberniei Basarabia din Imperiul Rus), în familia evreiască numeroasă a lui Iankel-Iosef Iris și a soției sale, Sura Șervițer. A studiat la Școala de Arte Plastice din Chișinău, apoi a emigrat în Belgia, unde și-a continuat studiile la Academia Regală de Arte Plastice din Bruxelles.. Începând cu anul 1926 a locuit la Paris, unde a urmat Academia Grande Chaumière. În timp ce lucra la atelierul Wlérick et Arnold, Irisse s-a cunoscut cu pictorii Édouard Pignon și Georges Deyet.
Prima expoziție personală a avut loc la galeria Jeune Parque din Paris, în 1929. În 1931, a avut loc o expoziție la galeria Katiei Granoff, în 1932  la galeria L'Archipel, împreună cu Raoul Dufy, Emmanuel Mané-Katz, Othon Friesz, Pablo Picasso, Jean Pougny, Maurice Utrillo, Maurice de Vlaminck. În 1932 a participat la expoziția de la bordul barjei Buccaneer, în 1933, în Galerie des Quatre Chemins, în 1934, în galeria Armand Drouant. În 1936, Irisse și-a deschis propriul atelier la Montparnasse și s-a căsătorit în același an, fiica lui s-a născut în 1940. În acești ani a început să studieze ceramica.
În timpul celui de-al Doilea Război Mondial, s-a ascuns la Paris. Mama lui a fost deportată și a murit la Auschwitz în 1942, precum și tatăl său. După eliberarea orașului s-a alăturat grupului Salon de Mai. A mai expus lucrările sale la Salon des indépendants, Salon des Tuileries și Salon d'automne. A avut o expoziție personală majoră la galeria André Weil în 1952; în același loc, în decembrie 1956, a avut loc ultima sa expoziție din viață, pe care nu a mai putut-o vizita, decedând la 10 ianuarie 1957.
Readucerea în actualitate a operei artistului în Moldova transpruteană, la Chișinău, se produce odată cu expoziția de la Muzeul Național de Artă al Moldovei, în perioada 2 septembrie-6 noiembrie 2016[6]. 